# Іспанське завоювання Гватемали
Іспанське завоювання Гватемали — військові кампанії іспанських конкістадорів з завоювання земель сучасної Гватемали, території якої займали переважно племена мая, а також частково науа-піпіль. Тривали з 1523 до 1698 року. Основний етап становив підкорення племен гірської частини. Завершилася кампанія підкоренням Східного Петену.

## Напередодні конкісти
У часи класичного періоду тут розташовувалися невеличкі поселення мая, оскільки основні городища були зведені у північній та південній низовинах, які охоплювали північну частину сучасної Гватемали.
Наприкінці IX — у 1-й пол. X ст. в центральне нагір'я вдирається з півночі група племен мая, які швидко влаштувалися в тутешніх місцях як панівна еліта. Згодом вони розділилися на кілька конкуруючих держав. Села у гірських долинах змінилися укріпленими на вершинах пагорбів, містами, захищеними ярами, високими стінами і спеціально виритими ровами.
Найбільш сильними з новоприбулих були мая-кіче. Вони зайняли територію від Чичикастенанго до Кесальтенанго і заснували столицю в Утатлані (Кумаркаах). Наступними за силою і впливу були какчикелей, що розташувалися навколо Чичі, а потім заснували свою столицю в місті Ішимче в 1470 році. Мая-цутухіль облаштувалися на південному березі озера Атітлан. Їх столицею стало місто Чуїтинаміт (Атітлан), розташоване поряд з вулканом Сан-Педро. Мая-маме стали четвертою за чисельністю групою, що розмістилася на заході від Уеуетенанго до Сан Маркоса і заснували добре зміцнену столицю Сакулеу. Невеликі племена, такі як чух, канхобаль, ішиль і успантека займали територію північних схилів гір Чучуматан. Рабіналь-мая займали територію навколо Кобана, поруч з сусідами кекчі-мая на півночі. Мая-покомчі зайняли території біля Тактік і Покомам, що розташувалися навколо нинішнього міста Гватемала, зі столицею Мишко-Велья. Під тиском інших племен, пізно прийшла група піпіль (з групи науа), яка розмістилася на півдні, на узбережжі Тихого океану, заснувавши державу Кускатлан (переважно на землях сучасної держави Сальвадор).
За словами хроніста Домінго Хуарроса, «жодне з королівств Нового Світу не мало такої кількості мов таких несхожих одна на одну», як Гватемала. Тільки в ній одній він нарахував 26 різних діалектів.
Більше половини XV ст. домінантне становище в регіоні займали кіче, але, після смерті їх правителя Кікаба в 1475 році, какчикелей та інші племена почали боротися за свою незалежність, а також за обмежені родючі сільськогосподарські угіддя. 50-річний період протистояння завершився з приходом конкістадорів.
У північній Гватемалі, серед джунглів, найпотужнішими племенами мая були іца, ковох і ялаїн, що займали центральні та південні райони сучасного Петену. Потужними державами були Тайасаль (біля озера Петен-Іца), Ялаїн (біля озера Маканче), потрійний союз ковох — Сакпетен, Ішлу та Топоште. Інші племена мая перебували в союзі або залежності від цих політичних утворень. При цьому Тайасаль і Ялаїн боролися проти міст мая-ковох.
На східному узбережжі Тихого океану хазяйнували племена науа — піпіль і шінка. Столицею піпіль були міста Іскінтепек та Панакальтепек, шінка — Атікіпаке. При цьому західна частина входила до володінь кіче і какчікель. Піпіль та кіче постійно ворогували. У 1524 році останні зазнали важкої поразки.

## Підкорення гірської частини

### Загарбання кіче і цутухілей
У 1523 році за наказом Ернано Кортеса один з його підлеглих — Педро де Альварадо — вирушив на південний схід, уздовж, берега, що омивається Південним морем (тобто Тихим океаном), до гірської країні Гватемалі. Іспанці прибули в той момент, коли внутрішні конфлікти між індіанськими племенами були все ще в силі, що сприяло загарбникам.
У грудні загони іспанців та їх індіанських союзників вдерлися до гірської Гватемали вздовж тихоокеанського узбережжя і попрямував на північ до застави кіче — Шелаху. Слідом за цим здобуто перемоги над кіче у битвах при річки Салала і місті Сопотітлан. 20 лютого 1524 року на рівнині перед містом Кетцальтенанго, нечисленна армія іспанців завдала серйозної поразки 30 000 армії кіче на чолі з Текун Уманом. останній загинув у герці з Альварадо.
Альварадо використовував непрості стосунки племен, нацьковуючи їх одне з одне, легко створюючи союзи з однією групою, а потім також легко розриваючи з нею для створення союзу з іншою групою. Індіанці не могли об'єднатися і їх столиці впали в боротьбі з іспанцями один за іншим. Прийнявши допомогу від какчикелей в боротьбі з кіче, конкістадори рушили на їх столицю. Зрештою мая-кіче були остаточно були підкорені, їх столицю — Кумаркаах — було спалено. Новий правитель кіче Ошіб-Кє, удавши, що підкоряється переможцям, запросив Альварадо до палацу. Але у іспанців зародилася підозра, що індіанці замишляють лихе. А вузькі вулиці міста були незручні для битви, іспанці не змогли б використовувати там ні кінноту, ні гармати. Тим часом індіанці склали вже в будинках хмиз і дрова. Вони збиралися зруйнувати мости, оточити іспанців і підпалити місто з усіх боків, щоб знищити загарбників.
Альварадо хитрістю уникнув засідки і в свою чергу заманив касиков кіче до себе в табір, де схопив їх. Одних вождів конкістадори повісили, інших спалили на багатті, а вождя їх охрестили, а потім задушили гаррота (залізними лещатами, що закручуються гвинтом). В результаті було підкорено південь гірської Гватемали.
Після цього іспанці дійшли до затоки(відомої тепер як затока Фонсека). У квітні 1524 року Педро де Альварадо на чолі загону у 150 піхоти та 60 кіннотників (при підтримці какчікелей) вирушив в похід на столицю цутухілей, яким завдав низку тяжких поразок біля озера Атітлан. Незабаром вождів цутухілей визнали зверхність іспанців.

### Загарбання какчікель, маме і покомчі
У середині 1524 року Альварадо неподалік від міста какчікелей Ішимче заклав місто Сантьяго-де-Кабальерос-Гватемала. Він зажадав від вождів какчикелей, Каї-Імоша і Велес-Ката, величезну данину — золото, коштовності і прикраси. Какчикелей, наразившись на утиски з боку іспанців, в серпні 1524 року підняли повстання, яке охопило практично всю Гватемалу. Повстання призвело до того, що багато індіанців сховалися в важкодоступних районах, уникаючи контактів з європейцями. Вони вдалися до допомоги пасток: глибоких ям з загостреними крилами на дні, які маскували гілками, землею і травою. Оскільки індіанці уникали відкритих боїв, Альварадо не залишалося нічого іншого, як повернутися в Олінтепеке, колишнє володіння Текума. Какчікелей отримала підтримку племені кіче та піпіль з колишньої держави Кускатлан. Проте у 1527 році повстання було все ж придушено.
В районі, населеному плем'ям маме, вождь якого Кайбіль-Балам протягом декількох місяців 1525 року тримав оборону в фортеці Сакулеу, поки голод і втрата 1800 вояків не змусили його здатися Гонсало де Альварадо.
Мішко-Велья, столиця мая-покомчі, того ж року тривалий час героїчно захищалася спробам захоплення. Її вдалося зненацька зайняти завдяки зрадникові, що показав секретний прохід через печери до міста. Протягом 1525—1526 років довелося придушувати повстання мая-чахома у південно-східній Гватемалі. Чаховама і покомчі повстали ще у 1526, 1528, 1531—1532 роках. Лише завдяки жорстоким репресіям та знищенням значної частини корінного населення іспанцям вдалося зміцнити свої позиції на цих територіях.
Іспанці жорстоко карали повсталих. Одно з правителів какчикелей Белехе-Ката було відправлено на промивання золота нарівні з простолюдинами, де він помер у 1532 році. Інші ватажки повсталих були страчені. За свідченням індіанських хроністів, вождів, яких іспанці публічно не покарали, але яких ненавиділи, умертвили таємно.
У 1532 році правителем какчикелей П. де Альварадо призначено не законного спадкоємця, а якогось дона Хорхе. Незважаючи на невдоволення маянської аристократії, через 16 місяців вона змушена була змиритися з цим рішенням і визнати протеже іспанців своїм володарем.

### Підкорення південного заходу
У 1533 році Педро де Альварадо з загоном у 50 іспанців та декілька тисяч союзних індіанців рушив до області мая, що займали територію навколо гір та вулканів Такана, Тахумулько, Лакандон. Завдяки застосуваню вогнепальної зброї вдалося доволі швидко підкорити тутешні племена. Незабаром було скорено місто Сакатепекес (інша назва Кетцаллі), де господарювали племена науа. Альвародо розпорядився заснувати тут міста-колонії Сан-Маркос і Сан-Педро Сакатепекес.
З 1537 року тут активно діяли ченці-домініканці, проповідуючи християнство. Зрештою знать мая-маме хрестилося й обіцяло сприяти місіонерській діяльності. У відповідь у 1543 році Карл I Габсбург, король Іспанії, заборонив передавати громади маме в енкомьєнду.

### Підкорення чух і канхобаль
Протягом 1525—1535 років іспанські загони намагалися скорити племена мая чух і канхобаль. Втім останні користувалися складною гірською і важкодоступною місцевості для спротиву загарбників. Водночас намагання знайти тут поклади срібла та золота виявилися марними, тому частково інтерес до цих земель було втрачено. Втім завдяки зброї та військовому досвіду іспанцям та їх індіанським союзникам вдалося підкорити ці племена. В цьому також сприяли численні епідемії, в результаті яких чисельність племен скоротилася з 260 тис. до 150 тис. осіб.
Якщо племена канхобаль після захоплення їх земель чинили зазвичай пасивний опір, що вилився у відхід високо в гори, за межі іспанських поселень і енкомьєнд, то мая-чух знову повстали. При цьому отримали підтримку від мая-лакандон ч'ол з Чіапаса. Лише завдяки спільним діям іспанських загонів та католицьких священиків вдалося до 1580-х років частково приборкати це плем'я. Завершено було справу лише після захоплення лакандонських земель у 1696 році.

### Підкорення ішиль та успантеків
З середини 1520-х роках племена ішиль та успантеків, що були союзними племенам мая-маме чинили запеклий спротив. Водночас почали здійснювати рейди в східній частині гірської Гватемали, намагаючись спонукати до повстання племена кіче. У відповідь на це іспанці рушили проти успантеків, намагаючись захопити їх столицю Успантан. Втім у 1529 році іспанський загін на чолі із Педро де Олмосом потрапив у засідку й зазнав повного знищення, лише одиниці вцілили та повернулися до іспанських володінь.
У 1530 році Франсіско де Кастеллан рушив проти ішиль та успантеків на чолі 72 іспанських вояків та кількасот індіанців. На схилах гір Чучумантан біля міста Небах відбулася битва з 5 тис. вояками ішіль. Завдякі дії кавалерії іспанці здобули перемогу. після цього в запеклій битві захопили саме місто. Після цього інше важливе місто ішиль — Чахул — визнало іспанську владу. Наступним кроком іспанці рушили проти успантеків, які зібрали 10-тисячне військо. У вирішальній битві біля столиці мая Успатлані іспанці знову перемогли завдяки кавалерії та вогнепальній зброї. Після цього інші сусідні поселення мая визнали владу Іспанії.

### Підкорення кекчі та рабіналь
Племена мая кекчі і рабіналь наполегливо оборонялися в своїх фортецях на вершинах гір. Втім, поступово їх було блоковано у важкодоступних місцях. Деякий час племена кекчі намагалися діяти разом з мая. Але після захоплення іспанцями південного Петену і створення тут фортів, такі дії зійшли нанівець.
Завдання їх підкорення до 1537 році владі короля Іспанії поклали на церкву, зокрема Бартоломе де Лас Касаса. Райони їх проживання назвали Верхній і Нижній Верапас («Справжній мир») замість первісного Геррера. Протягом 1537—1538 років Ла Касасу вдалося вплинути на мая-рабіналь, які в значній мірі хрестилися та визнали владу Іспанії. Натомість їх звільнили від енкомьєнди та заборонили навертати у рабів. Рішучим фактором було навернення у католицтва головного вождя, що отримав ім'я дон Хуан. Останній прибув до столиці Гватемали, де єпископ Франсиско де Маррокін, що знав маянські мови, перевірив, наскільки глибокі пізнання дона Хуана в християнському віровченні, і був цілком задоволений. Педро де Альварадо також прихильно поставився до касіка, вручив йому подарунки, тим самим підтвердивши результативність «мирної конкісти».
У 1540-х роках відбувалася активна місіонерська діяльність серед племені кекчі. Частина мая-кекчі перейшла в християнства. Інші чинили спротив, отримуючи допомогу від лакандонських мая з Чіапаса. У 1590-х років частина кекчі пересилилася у джунглі південного Петену, намагаючись тут створити базу для спротиву в м. Чамілько. Втім, внаслідок походу Хуана де Матальбаза у 1596 році остаточно підкорені.

## Підкорення прибережжя
Підкоренням земель кіче і какчікель до 1527 року Педро де Альварадо також зайняв західну частину тихоокеанського узбережжя сучасної Гватемали. Ще на початку травня 1524 року, після захоплення земель мая-цутухілей Альварадо атакував місто піпіль — Панакальтепек. 9 травня на рівнині перед ним 6000 вояків піпіль зазнали поразки. Після цього Панакальтепек було захоплено і спалено, за цим пограбовано місто Іскінтепек. Піпіль визнали владу Іспанії й зобов'язали виплачувати усі податі.
Слідом за цим конкістадори рушили проти сусіців піпіль — племені шінка. 26 травня Альварадо на чолі 250 іспанців та мая-какчікель зустрівся у вирішальній битві з армією шінка (його розміри відомо не точно — до 10 тис. вояків), внаслідок чого останні зазнали нищівної поразки. Після цього конкістадри зайняли столицю шінка — Атікіпаке. Протягом декількох днів скорилися міста Такілула, Ташіско, Нанкінтла. Втім під час виходу з Ташіско іспанці зазнали раптового нападу шінка, в результаті якого втратили значну частину обозу. Протягом тижня Хорхе де Альварадо здійснив декілька успішних рейдів проти шінка на чолі кіннотників. Але шінка застосували партизанську тактику, яка з огляду на рельєф не дозволило Педро де Альварадо далеко просунутися, він вимушений був отаборитися в місті Нанкінтла. Спроба Педро де Портокарреро завдати рішучої поразки супротивнику не мала результату.
Успішні дії призвели до того, що вожді шінка вирішили розбити загарбників у вирішальній битві, але біля міста Пасако зазнали поразки. В результаті Альварадо зміг вийти з земель шінка й рушити до Кускатлана (на території сучасного Сальвадора). Після скорення протягом декількох років Кускатлана, Альварадо остаточно приборкав шінки. До початку 1530-х років тут затвердилася іспанська влада.

## Підкорення Петену
Ще у 1520—1530-х роках внаслідок походів Ернана Кортеса і Франсіско де Монтего було підкорено західний Петен (північно-західна Гватемала), який контролювало плем'я чонталь зі столицею в Іцамканак.
Підготовка до наступу на останні незалежні міста мая почалася наприкінці 1610-х років. У 1622 році Дієго де Карденас, губернатор Юкатана, відправив для завоювання Таясаля військову експедицію з 20 іспанців та 140 індіанців на чолі з Франсіско де Міронесом. Втім у 1624 році залогу на чолі із Міронесом було знищено в поселенні Сакалум. Після цього на 70 років центральний Петен позбавився від втручання з боку іспанських колонізаторів.
Водночас до середини 1620-х років було підкорено Південний і південно-Східний Петен з племенами манче ч'оль та мопан. Це було необхідно для захисту шляхів з генерал-капітанства Гватемала до віце-королівства Нова Іспанія. При цьому застосовувалися як військові заходи, так й місіонерська діяльності францисканців і домініканців. Останні мали найбільші успіхи у проповіді християнства і скорення Іспанії. Втім у 1633 році довелося придушити повстання невдоволених манче ч'оль.
У 1692 році розпочалася підготовка для захоплення держави маня-іца Тайасаль. Для цього іспанцям вдалося перетягнути на свій бік давніх союзників іца — ялаїнів. Після декількох походів у 1697 році було підкорено цю державу (нині поблизу Тайасаль лежить місто Флорес). Протягом того ж року іспанці захопили міста своїх союзників — мая-ковох. У 1698 році були підкорені мая-ялаїн. З цим загарбання земель Гватемали було завершено. Втім незважаючи на це у нетрях джунглів продовжували діяти загони мая, що переміщали лісами.

## Підсумки
Завойовники намагалися перетворити місцеву аристократію в свою базу в нових землях іспанської корони. Ще в ході конкісти Педро де Альварадо затверджував нових правителів у підкорених народів, але його вибір був обмежений індіанською традицією. Мая і піпіль погоджувалися визнати володарями тих, хто походив з їхніх панівних родів.
Для збереження контролю над ними іспанські загарбники широко використовували принцип «розділяй і володарюй» і політику «батога і пряника». Особливе місце серед аборигенів було відведено мексиканським союзникам Педро де Альварадо, які брали участь практично у всіх бойових операціях конкістадора. Їм були виділені землі неподалік від столиці Гватемали в долині Альмолонга. У нагороду за службу уродженці Центральної Мексики (тлашкаланці та чолулці) отримали звільнення від внесення подушного податку, їх виплати короні (servicio de toston) були незначні — 1 тостон сріблом. Привілейоване становище мексиканської знаті було підкреслено шлюбом (в індіанської традиції) завойовника і сестри «генерала» індіанської «принцеси» з Тлашкали доньї Луїси Шіконтекатль. Дочка конкістадора і «принцеси» Леонор де Альварадо увійшла до вищого світу Гватемали. Її чоловіком став найближчий помічник батька дон Педро де Портокарреро, а після його смерті — дон Франсиско де Ла Куева, родич офіційної дружини Альварадо. Таким чином, мігранти з Мексики стали в Гватемалі живим уособленням тих вигод, які може принести співпраця з завойовниками.
Завдяки посередництву касіків і знаті завойовники змогли всебічно використовувати такий важіль впливу як енкомьєнда. У Гватемалі перша роздача енкомьенди була здійснена Педро де Альварадо відразу після походів 1524—1526 років, коли було подаровано 30 енкомьєнди. Після придушення повстань на нагір'я, Хорхе де Альварадо у 1528 році здійснив новий розподіл індіанців. Замість колишніх 30 з'явилося 94 енкомьєнди. Всього за період з 1520 до 1540 року енкомьєнди перерозподілялися 10 разів, в підпорядкуванні у завойовників виявилося близько 150 селищ гірської Гватемали. На тихоокеанському узбережжі, де розташовувалися плантації какао, перші пожалування були здійснені в 1525—1530 роках.
Громади не відчували внутрішньої потреби адаптувати європейські сільськогосподарські і промислові традиції. Вони добре вписувалися в екологічні ніші регіону, виробляли достатню кількість додаткового продукту, щоб утримувати і себе, і городян. Іспанці, навпаки, гостро потребували звичних продуктів харчування і ремісничих виробів. Щоб ліквідувати дефіцит, власники енкомьєнди намагалися модернізувати традиційне господарство мая і таким шляхом перекласти на індіанські громади турботи з виробництва «європейських товарів». У села прямували особливі чиновники (juices de milpas), одним із завдань яких було поширення насіння європейських сільськогосподарських культур, головним чином — пшениці. В ході визначення податків-трибуто общинники одержували завдання з їх вирощування. Деякі енкомьєндеро закупали свинями, за якими доглядали індіанці. Останні мали можливість купувати частину поголів'я. У 1560—1570-ті роки свинарство в індіанських селищах уже не було винятковим явищем.
Торгівля тютюну, індиго, бавовни, какао і кошенілі в Гватемалі дозволялася лише з дозволу Іспанії. У країні не було виявлено багатих родовищ золота і срібла, тому Іспанія колонію не жалувала. Всього кілька доріг було побудовано в регіоні.
До 1560 року в адміністративному відношенні Гватемала знаходилася в статусі «аудьенсіі» і входила до складу віце-королівства Нова Іспанія (Мексика). У 1560 році було утворено генерал-капітанство Гватемала, що включало частину території сучасної Мексики і Белізу, а також території Гватемали, Сальвадору, Нікарагуа, Гондурасу і Коста-Рики. Столицею генерал-капітанства, Антигуа (сюди перенесено у 1541 році після зруйнування Сантьяго-де-Кабальерос-Гватемала селевим потоком).